# Camponotus gerberti
Camponotus gerberti é uma espécie de inseto do gênero Camponotus, pertencente à família Formicidae.